# Organizacja Syjonistyczna w Polsce
Organizacja Syjonistyczna w Polsce (Histadrut, Histadrut ha Cyjonit be Polonijach) – partia żydowska działająca w Polsce w okresie międzywojennym, w Sejmie drugiej kadencji miała 15 posłów, żądała m.in. autonomii kulturalno-narodowej dla Żydów. Nadrzędnym celem tej organizacji było utworzenie państwa żydowskiego w Palestynie.